# Bogdan Zemanek
Bogdan Zemanek (ur. 14 stycznia 1947) – polski botanik, specjalista od fitogeografii, ekologii i taksonomii roślin, profesor, w latach 1991-2012 dyrektor Ogrodu Botanicznego UJ. Ojciec dra Bogdana Zemanka, adiunkta UJ i byłego dyrektora CJiKCh UJ „Instytut Konfucjusza w Krakowie".
Ukończył biologię na Uniwersytecie Jagiellońskim, tam też się doktoryzował. Habilitował się w 1992 roku na Wydziale Biologii i Nauk o Ziemi UJ na podstawie rozprawy Stosunki fitogeograficzne i podział polskich Karpat Wschodnich. Tytuł profesorski uzyskał w 2002 roku. Członek PAU (Międzywydziałowe Komisje Interdyscyplinarne i Komisja Rozwoju Miasta Krakowa) i PAN (Komitet Botaniki).

## Wybrane publikacje
- Rośliny naczyniowe Bieszczadów Niskich i Otrytu (polskie Karpaty Wschodnie), Kraków, WUJ, 1989
- Przyroda Bieszczadzkiego Parku Narodowego : XXV lat Bieszczadzkiego Parku Narodowego 1973-1998, Ustrzyki Dolne: Wydawnictwo Bieszczadzkiego Parku Narodowego, 1998
- Studies on the history of botanical gardens and arboreta in Poland, Kraków: PAN, 1993
- Atlas roślin : trędownikowate, Nowy Sącz, Wydawnictwo Koliber, 2008
- Magurski Park Narodowy: monografia przyrodnicza (redaktor), Kraków: Uniwersytet Jagielloński, 2009
- Przyroda Bieszczadzkiego Parku Narodowego (Nature in the Bieszczady National Park), Ustrzyki Dolne: Wydawnictwo Bieszczadzkiego Parku Narodowego, 2009